# Berlin Heart
Berlin Heart GmbH (en español Corazón de Berlín GmbH) es una empresa alemana que desarrolla, produce y comercializa dispositivos de asistencia ventricular (VADs). Los dispositivos soportan mecánicamente los corazones de los pacientes con insuficiencia cardíaca terminal. Los productos de Berlin Heart incluyen el INCOR VAD implantable y el EXCOR VAD paracorpóreo. Hasta la fecha, Berlin Heart produce el único dispositivo de su tipo disponible para bebés y niños con insuficiencia cardíaca severa.

## Historia

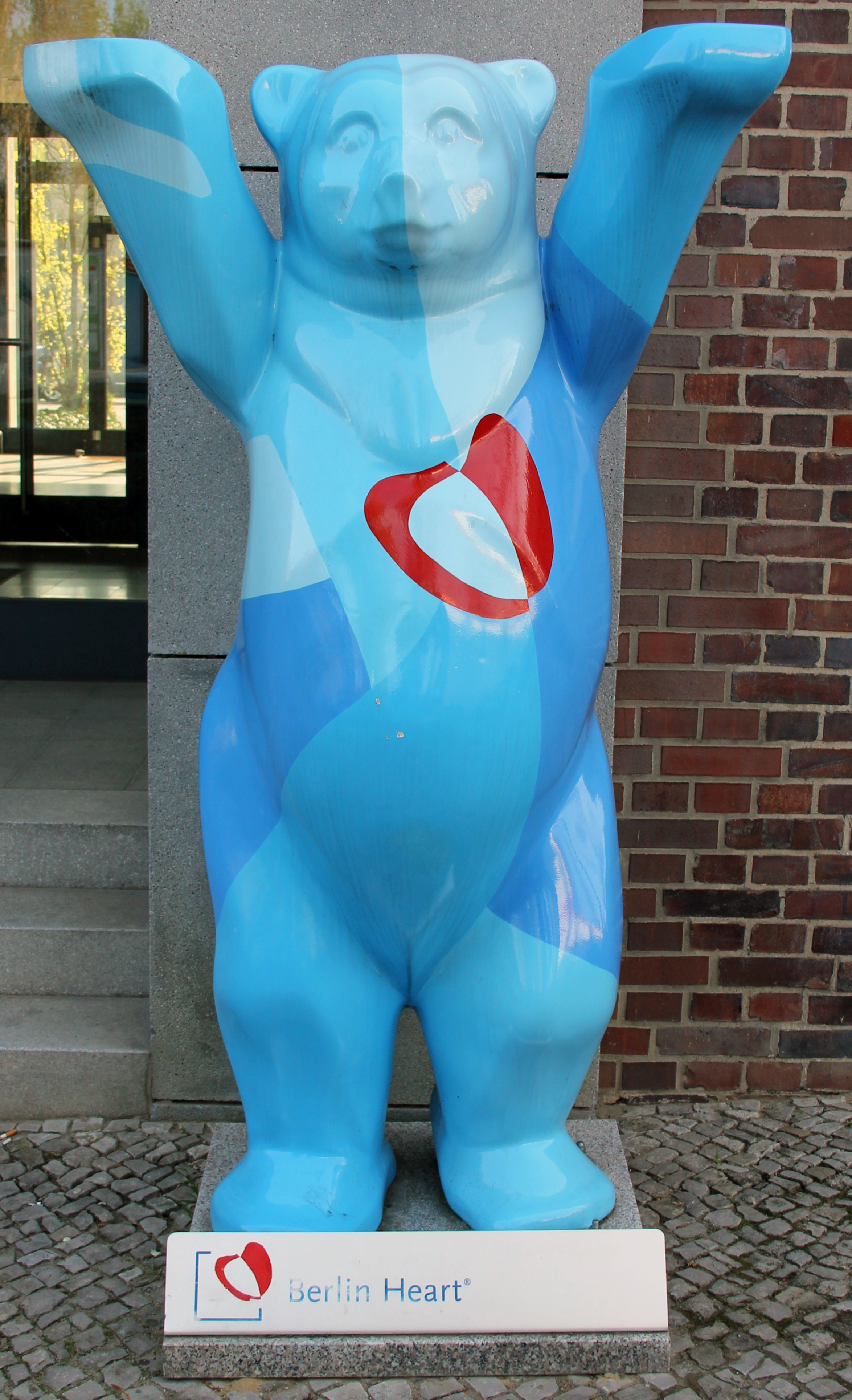
'Buddy el oso Corazón de Berlin' delante de la Central de la empresa en Berlín.

En 1996, Mediport Kardiotechnik GmbH fue fundada por el Instituto Alemán del Corazón de Berlín y fue apoyada por inversores privados. Cuatro años más tarde, en el año 2000, se fundó Berlin Heart AG después de fusionarse con su empresa predecesora, Mediport Kardiotechnik GmbH. La filial estadounidense, Berlin Heart Inc., se estableció en Texas en 2005. Debido a un inversionista privado a largo plazo, Berlin Heart cambió su estructura legal en 2006 a una sociedad de responsabilidad limitada (GmbH).

## Productos
El corazón de Berlín fabrica dos tipos de VAD: implantable y paracorporeal.
INCOR es una bomba de flujo axial para el soporte del ventrículo izquierdo. En este sistema, la bomba se implanta directamente al lado del corazón y se conecta al corazón mediante una cánula. La sangre que viene del corazón fluye en la bomba axial de INCOR.  El rotor en la bomba tiene un cojinete magnético activo mientras que flota libre de contacto. Debido a la rotación, se bombean continuamente hasta ocho litros de sangre por minuto a través del cuerpo. Una línea de transmisión percutánea conecta la bomba con el controlador externo. La unidad de control y las dos baterías se transportan en una bolsa de hombro.
EXCOR es un flujo paracorpóreo, pulsátil VAD.  El dispositivo proporciona asistencia ventricular izquierda, ventricular derecha o biventricular.  El sistema EXCOR incluye bombas de sangre paracorpóreas, accionadas neumáticamente, de poliuretano. Cada bomba consiste en una cámara de sangre y una cámara de aire que están separadas por una membrana flexible multicapa.  El movimiento de aire dentro y fuera de la cámara de aire es controlado por una unidad de accionamiento. Se mueve las membranas, que atraen la sangre en la cámara de sangre y empujar de nuevo en el cuerpo. Al igual que el corazón, EXCOR bombas de sangre tienen válvulas que aseguran que la sangre sólo fluye en una dirección. Las bombas de sangre están conectadas al corazón ya los vasos sanguíneos a través de una cánula de silicona.
La gama de productos EXCOR cubre bombas de sangre y cánulas de varios tamaños y tipos. Mientras que EXCOR Adult está específicamente diseñado para adultos, EXCOR Pediátrico incluye dispositivos para pacientes jóvenes (desde recién nacidos a adolescentes).

## Hitos
En 1996, la Unidad Estacionaria Ikus de EXCOR recibió la aprobación CE.
En 1999, la unidad de conducción móvil EXCOR recibió la aprobación CE.
En 2000, el primer niño en los Estados Unidos es apoyado por EXCOR pediátrica.
En 2003, el INCOR recibió la aprobación del CE después de terminar con éxito el Estudio Multicentro.
En 2008, el paciente de INCOR, Jean-Pierre Offe, celebró su aniversario de cinco años mientras estaba en el sistema y, por lo tanto, estableció un récord mundial de INCOR. EXCOR Pediátrica recibió la aprobación IDE sin restricciones en los Estados Unidos. 
En 2009, la 500a paciente recibió INCOR VAD en el Instituto Alemán del Corazón. EXCOR Pediatric received unrestricted IDE Approval in the USA.
En 2011, EXCOR Pediátrica recibió la aprobación de la FDA para el mercado de Estados Unidos. El número de niños que habían estado en EXCOR Pediátrico llegó a más de 1.000.
En 2012, el tiempo de apoyo más largo de un niño en EXCOR Pediátrico alcanzó los 2,5 años.
En 2013, la bomba de sangre EXCOR Pediátrica de 15 ml recibió la aprobación CE.
En 2014, el pediatra número 1.500 fue apoyado por EXCOR Pediátrico.